# Hyrrokkin (astronomia)
Hyrrokkin (originariamente noto attraverso la designazione provvisoria S/2004 S 19) è un satellite naturale di Saturno. La sua scoperta è stata annunciata da Scott Sheppard, David Jewitt, Jan Kleyna e Brian Marsden il 26 giugno 2006 grazie ad osservazioni effettuate tra il 21 dicembre 2004 e il 30 aprile 2006. Ad aprile 2007 gli venne assegnato il suo nome ufficiale, inizialmente stabilito in Hyrokkin e successivamente modificato in Hyrrokkin, con riferimento ad una gigantessa della mitologia norrena che lanciò Hringhorni, la nave funeraria di Baldr.
Hyrrokkin ha un diametro di circa 8 km e orbita attorno a Saturno in direzione retrograda ad una distanza media di 18 168 300 km, con un periodo di 914,292 giorni.